# Szpital Mater Dei na Malcie
Szpital Mater Dei (malt. L-Isptar Mater Dei, ang. Mater Dei Hospital, MDH), znany powszechnie jako Mater Dei – ostry szpital ogólny i dydaktyczny w Msidzie na Malcie. Jest to szpital publiczny afiliowany przy Uniwersytecie Maltańskim.

## Historia
Prace budowlane rozpoczęto 10 października 1995. Wykonawcą została Skanska Malta JV, spółka zależna szwedzkiej firmy budowlanej Skanska. Po dwukrotnej zmianie gabinetu rządzącego na Malcie, co skutkowało zmianami w projekcie, szpital został otwarty 29 czerwca 2007, zastępując jako główny szpital publiczny szpital św. Łukasza. Oficjalnie prace budowlane zakończono 19 lutego 2009. Kompleks szpitalny o powierzchni 250 000 m² obejmował 825 łóżek i 25 sal operacyjnych. Koszt całkowity inwestycji wyniósł 700 milionów EUR. Później jednak odkryto, że Skanska zastosowała cement niższej jakości, który jest zwykle używany do budowy chodników. W rezultacie szpital nie mógł nadbudować kolejnych pięter, ani zbudować lądowiska dla helikopterów na dachu.
Szpital posiada 47 oddziałów, w tym: ratunkowy i OIOM, kardiologii i chirurgii serca, położniczy i ginekologiczny, pediatryczny i chirurgii dziecięcej, ogólnomedyczny, chirurgiczny, psychiatryczny oraz onkologiczny (Sir Anthony Mamo Oncology Hospital).

## Współpraca z Uniwersytetem Maltańskim
Szpital znajduje się w sąsiedztwie Uniwersytetu Maltańskiego, i mieści wydziały Nauk o Zdrowiu (Health Sciences), Medycyny i Chirurgii (Medicine and Surgery) oraz Chirurgii Stomatologicznej (Dental Surgery) w specjalnie zbudowanym skrzydle Szkoły Medycznej. W szpitalu mieści się Biblioteka Nauk o Zdrowiu, która jest oddziałem biblioteki Uniwersytetu Maltańskiego.

## Sir Anthony Mamo Oncology Hospital
Pierwsze prace pod budowę Szpitala Onkologicznego im. Sir Anthony’ego Mamo, jako części Mater Dei Hospital, rozpoczęły się w 2010, zaś budowa ruszyła w 2012. Jej finalny koszt wyniósł 52 miliony EUR. Pierwszych pacjentów szpital przyjął 22 grudnia 2014. Prowadzenie szpitala kosztuje szacunkowo 8 milionów EUR rocznie. Szpital oferuje bardziej zaawansowaną radioterapię dzięki dwóm urządzeniom zamówionym w Leeds Spencer Center, gdzie zostały wprowadzone na rynek w 2013 r. Urządzenia umożliwiają dokładniejszą radioterapię i mocniejsze dawki, skracając długość i częstotliwość sesji. Rząd maltański zastanawiał się nad rozszerzeniem usług radioterapii na autologiczne przeszczepy. Rząd rozważał również opracowanie jednostki do badań klinicznych, dzięki której maltańscy pacjenci mogliby korzystać z nowych leków, których jeszcze nie ma na rynku. Liczba łóżek w nowym szpitalu wynosi 113, znajduje się tam też 12 przychodni. Rodzaj chemioterapii jest bardziej zaawansowany. Nowa maszyna do rezonansu magnetycznego pomoże skrócić listę oczekujących, a liczba łóżek opieki paliatywnej wynosi 16. Pacjentów i ich rodziny obserwuje się przed, w trakcie i po leczeniu, zapewniono więcej szkoleń dla personelu. W dniu otwarcia zatrudniono 47 nowych specjalistów.